# إسماعيل فرغلي
إسماعيل فرغلى (03 يناير 1961 -)، ممثل مصري.

## عن حياته
ممثل مصري قدم أول أدواره في فيلم (الكافير)،وشارك في الكاميرا الخفية 1993 , وفي 2001 شارك في البرنامج الكوميدي (حسين على الهوا)، وكان يجري مداخلات فكاهية مع الضيوف بأسلوب كوميدي مميز، شارك بعدها في أدوار مساعدة في عدد كبير من الأعمال، يذكر منها (عريس من جهة أمنية) مع (عادل) في 2004، (بوحة)، (حريم كريم)، وعدد مسلسلات منها (نابليون والمحروسة) و(نابليون والمحروسة) .

## أعماله

### من الأفلام والمسلسلات[4]
- ولاد الشمس 2025
- لف وارجع تاني 2023
- رهبة 2023
- العيلة دي  (2022)
- مكتوب عليا (2022)
- حلوة الدنيا سكر (2021)
- قوت القلوب 2 (2020)
- ضغط عالي (2019)
- بيت السلايف (2018)
- خلاويص 2018
- أزمة نسب (2016)
- ناشط في حركة عيال (2014)
- الدادة دودي (2009)
- نمس بوند (2008)
- راجل وست ستات (ج9)
- شطرنج 2
- حارة مزنوقة
- ألوان الطيف
- ولي العهد
- دلع بنات
- النبطشي
- الزناتى مجاهد
- بوشكاش
- فيفا أطاطا
- الكبير أوي

والعديد من الافلام والمسلسلات .

## البرامج
- الكاميرا الخفية
- حسين على الهواء

## روابط خارجية
- إسماعيل فرغلي على موقع الدهليز
- إسماعيل فرغلي على موقع قاعدة بيانات الأفلام العربية